# William Allen Butler
William Allen Butler (Albany, 20 febbraio 1825 – Yonkers, 9 settembre 1902) è stato uno scrittore e avvocato statunitense.

## Biografia
Figlio dell'avvocato Benjamin Franklin Butler e nipote dell'eroe navale William Howard Allen, Allen si laureò presso l'Università di New York, successivamente, nel 1843, diventò avvocato di New York. Il 21 marzo 1850 sposò Mary R. Marshall.
Scrisse alcune opere sui suoi viaggi e su i fumetti di The Literary World. La sua poesia satirica più famosa era, Nothing to wear, che fu pubblicata anonimamente nel settimanale Harper's Weekly nel 1857.